# Operation Transit
Die Operation Transit war eine große Verlegeaktion der amerikanischen Streitkräfte im Sommer 1945 während des Zweiten Weltkriegs. Der Plan sah vor, eine große Anzahl von Soldaten und erhebliche Materialmengen von Europa über den Panamakanal in den Pazifikraum zu transportieren.

## Vorgeschichte
Zur Beendigung des Pazifikkriegs planten der US-amerikanische Generalstab seit Ende 1944 eine groß angelegte, zweistufige Operation zur Invasion der japanischen Hauptinseln, die Operation Downfall. Eines der größten Probleme dieser Operationsplanung bestand im erheblichen Mangel an zur Verfügung stehenden Soldaten und Material am Kriegsschauplatz. So sollten nach Beendigung des Kriegs in Europa die dort freiwerdenden Mittel genutzt werden, um diese in den pazifischen Kriegsschauplatz zu verlegen. Damit sollte eine Verstärkung der Streitkräfte erreicht werden, um die 6. Armee unter Generalleutnant Walter C. Krueger, die 8. Armee unter Generalleutnant Robert L. Eichelberger und die 1. Armee unter Generalleutnant Courtney H. Hodges für die geplanten Olympic- und Coronet-Invasionen auf die japanischen Heimatinseln zu befähigen. Somit wären die Chancen auf einen schnellen und damit weniger blutigen Erfolg erhöht worden.

## Ausführung
Während der Sommermonate 1945 wurden große Truppen- und Frachtlieferungen aus Europa im Rahmen der Operation Transit über den Panamakanal in den Pazifik verschifft. Das Gesamtprojekt wurde dem stellvertretenden Kommandanten des Panamakanal-Departements unterstellt und dem Abteilungsleiter Transport wurde die Verantwortung für die technische Phase übertragen, die Wartung, Reparatur und Transit der Schiffe durch den Kanal umfasste.
Der erste Truppentransporter, der den Panamakanal passierte, war die USS Uruguay, die am 20. Juni 1945 mit 4.400 Mann an Bord in Cristóbal aus Livorno in Italien kommend, anlegte. Am nächsten Tag war das Schiff auf dem Weg in den Pazifik.
In den folgenden Wochen war eine stetige Abfolge von Schiffen unterwegs. Alle möglichen Einrichtungen, einschließlich religiöser, USO-, Rotkreuz- und Postaustauschdienste, wurden zur Verfügung gestellt, um den kurzen Aufenthalt in der Kanalzone so angenehm wie möglich zu gestalten. Das letzte Transportschiff, die Hawaiian Shipper, traf am 14. August 1945 ein, gerade rechtzeitig, damit die Passagiere die Nachricht von der japanischen Kapitulation erhielten und ihr Ziel nach New York City verlegt wurde. Insgesamt passierten 36 Schiffe mit etwa 125.000 Soldaten die Kanalzone, die von den europäischen und mediterranen Kriegsschauplätzen umgeschichtet wurden.